# Kim Campbell
Avril Phaedra Douglas "Kim" Campbell (Port Alberni (Brits-Columbia), 10 maart 1947) is een Canadees politica; ze was de 19e minister-president van Canada van 25 juni tot 4 november 1993. Zij is tot nu toe de enige vrouwelijke minister-president van Canada.
Campbell groeide op in Brits-Columbia en studeerde aldaar politieke wetenschappen en later rechten. Na een korte carrière als advocaat werd zij in 1986 gekozen in het provinciale parlement van Brits-Columbia en in 1988 werd zij in het district Vancouver Centre voor de Progressief-Conservatieve Partij (Progressive Conservative Party) gekozen tot het Canadees Lagerhuis. In 1990 werd zij in het kabinet van toenmalig minister-president Brian Mulroney minister, eerst van justitie, later van defensie. Reeds in 1993 deed zij, succesvol, een gooi naar het leiderschap van de Progressief-Conservatieven en op 25 juni werd zij tot minister-president benoemd.
Haar korte tijd als minister-president werd voor een groot deel in beslag genomen door de campagne voor de verkiezingen die voor 25 oktober gepland waren. Hoewel de Progressief-Conservatieve Partij als derde partij uit de bus kwam, behaalde zij slechts 2 zetels in het parlement. De versnippering van het conservatieve kamp was hier mede debet aan. In het westen van Canada was de nieuwe Hervormingspartij (Reform Party) afgesplitst van de Conservatieven. De Liberalen onder Jean Chrétien profiteerde door met slechts 38% van de stemmen toch een absolute meerderheid van zetels te behalen. Campbell verloor ook haar eigen zetel, onder andere door een verkeerde inschatting van de impact van een televisie-spot, waarin ze de draak stak met Jean Chrétien.
Na haar politieke carrière ging zij lesgeven aan onder meer Harvard University en zette zij zich in voor de verspreiding van democratie via de mede door haar opgerichte Club van Madrid.
Macdonald · Mackenzie · Abbott · Thompson · Bowell · Tupper · Laurier · Borden · Meighen · Mackenzie King · Bennett · Saint Laurent · Diefenbaker · Pearson · P. Trudeau · Clark · Turner · Mulroney · Campbell · Chrétien · Martin · Harper · J. Trudeau · Carney

Ä
- Bibliothèque nationale de France: cb125648132 (data)
- Gemeinsame Normdatei: 119203197
- International Standard Name Identifier: 0000 0001 0986 5455
- Library of Congress Control Number: n93109981
- Système universitaire de documentation: 231971222
- Virtual International Authority File: 72198899
- WorldCat: E39PBJvMF449fTFt3YKvTyVHmd